# 库尔塞勒绍西
库尔塞勒绍西（法語：Courcelles-Chaussy，法語發音：[kuʁsɛl ʃosi]；洛林语：lai Grant Kch'el）是法国摩泽尔省的一个市镇，位于该省中西部，属于梅斯区。

## 地理
库尔塞勒绍西（49°6'33"N, 6°24'18"E）面积19.02 平方千米，位于法国大東部大區摩泽尔省，该省份为法国东北部内陆省份，是洛林的一部分，西南接默尔特-摩泽尔省，东临下莱茵省，北与卢森堡和德国接壤。
与库尔塞勒绍西接壤的市镇（或旧市镇、城区）包括：孔代-诺尔滕、莱塞唐、迈兹鲁瓦、庞日、尼德河畔锡伊、瓦里兹-沃东库尔、科利尼-迈兹里。
库尔塞勒绍西的时区为UTC+01:00、UTC+02:00（夏令时）。

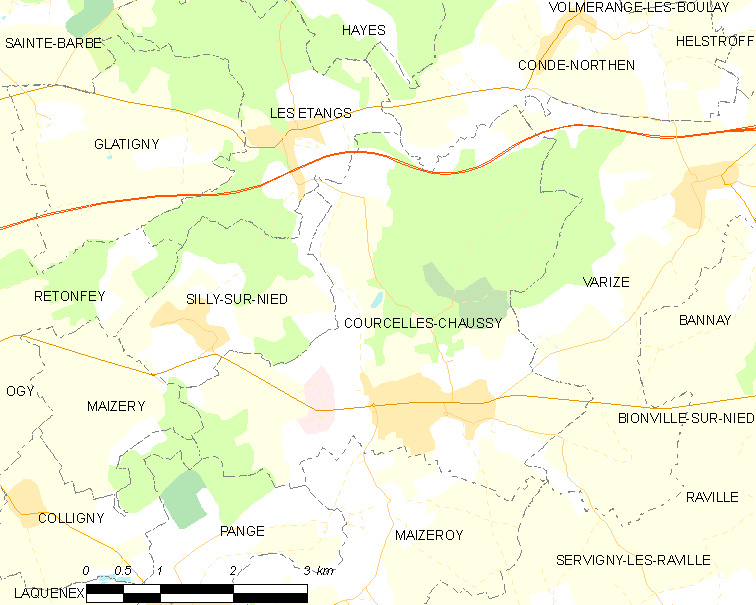
库尔塞勒绍西的OSM定位图

## 行政
库尔塞勒绍西的邮政编码为57530，INSEE市镇编码为57155。

## 政治
库尔塞勒绍西所属的省级选区为梅斯地区县，同时库尔塞勒绍西也是该县的中央投票站所在地。

## 人口

1962-2008年间库尔塞勒绍西人口变化图示

库尔塞勒绍西于2022年1月1日时的人口数量为3005人。